# Сура Аль-Камар
Сура Аль-Камар (араб. سورة القمر‎) або Місяць — п'ятдесят четверта сура Корану. Мекканська, містить 55 аятів.